# 第聶伯羅區
第聶伯羅區（羅馬化：Dniprovskyi raion）是烏克蘭第聶伯羅彼得羅夫斯克州的一個區，位於該國中部，行政中心設於聶伯城，面積为5,605.7平方公里，人口数量为1,159,302人（2021年估计）。

## 历史
2016年之前该区的名字为第聶伯羅彼得羅夫斯克區（烏克蘭語：Дніпропетровський район）。
2020年7月18日作为乌克兰行政区划改革的一部分，第聶伯羅彼得羅夫斯克州的区份数量减至7个，第聶伯羅區的面积显著增加。原彼得里基夫卡區、索洛內區、察里昌卡區，以及第聂伯罗市合并至第聶伯羅區。改革前第聶伯羅區的面积为1,388平方公里，2020年人口数量为83,879人。

## 行政區劃
第聶伯羅區下分劃為17個市鎮：
- 第聶伯羅市鎮（烏克蘭語：Дніпровська міська громада） (市級，行政中心：第聶伯羅)
- 皮德霍羅德內市鎮（烏克蘭語：Підгородненська міська громада） (市級，行政中心：皮德霍羅德內)
- 新波克羅夫卡市鎮（烏克蘭語：Новопокровська селищна громада (Дніпропетровська область)） (鎮級，行政中心：新波克羅夫卡)
- 奧布希夫卡市鎮（烏克蘭語：Обухівська селищна громада） (鎮級，行政中心：奧布希夫卡)
- 彼得里基夫卡市鎮（烏克蘭語：Петриківська селищна громада） (鎮級，行政中心：彼得里基夫卡)
- 斯洛博然斯凱市鎮（烏克蘭語：Слобожанська селищна громада (Дніпропетровська область)） (鎮級，行政中心：斯洛博然斯凱)
- 索洛內市鎮（烏克蘭語：Солонянська селищна громада） (鎮級，行政中心：索洛內)
- 察里昌卡市鎮（烏克蘭語：Царичанська селищна громада） (鎮級，行政中心：察里昌卡)
- 柳比米夫卡市鎮（烏克蘭語：Любимівська сільська громада） (村級，行政中心：柳比米夫卡（烏克蘭語：Любимівка (Дніпровський район)）)
- 利亞什基夫卡市鎮（烏克蘭語：Ляшківська сільська громада） (村級，行政中心：利亞什基夫卡（烏克蘭語：Ляшківка (Дніпровський район)）)
- 米科拉伊夫卡市鎮（烏克蘭語：Миколаївська сільська громада (Дніпровський район)） (村級，行政中心：米科拉伊夫卡)
- 莫希利夫市鎮（烏克蘭語：Могилівська сільська громада） (村級，行政中心：莫希利夫（烏克蘭語：Могилів (село)）)
- 新亞歷山德里夫卡市鎮（烏克蘭語：Новоолександрівська сільська громада (Дніпропетровська область)） (村級，行政中心：新亞歷山德里夫卡)
- 斯維亞托瓦西里夫卡市鎮（烏克蘭語：Святовасилівська сільська громада） (村級，行政中心：斯維亞托瓦西里夫卡（烏克蘭語：Святовасилівка）)
- 蘇爾斯科-利托夫斯凱市鎮（烏克蘭語：Сурсько-Литовська сільська громада） (村級，行政中心：蘇爾斯科-利托夫斯凱)
- 基泰霍羅德市鎮（烏克蘭語：Китайгородська сільська громада (Дніпропетровська область)） (村級，行政中心：基泰霍羅德（烏克蘭語：Китайгород (Дніпровський район)）)
- 丘馬基市鎮（烏克蘭語：Чумаківська сільська громада） (村級，行政中心：丘馬基（烏克蘭語：Чумаки (Дніпровський район)）)